# 爆撃照準器

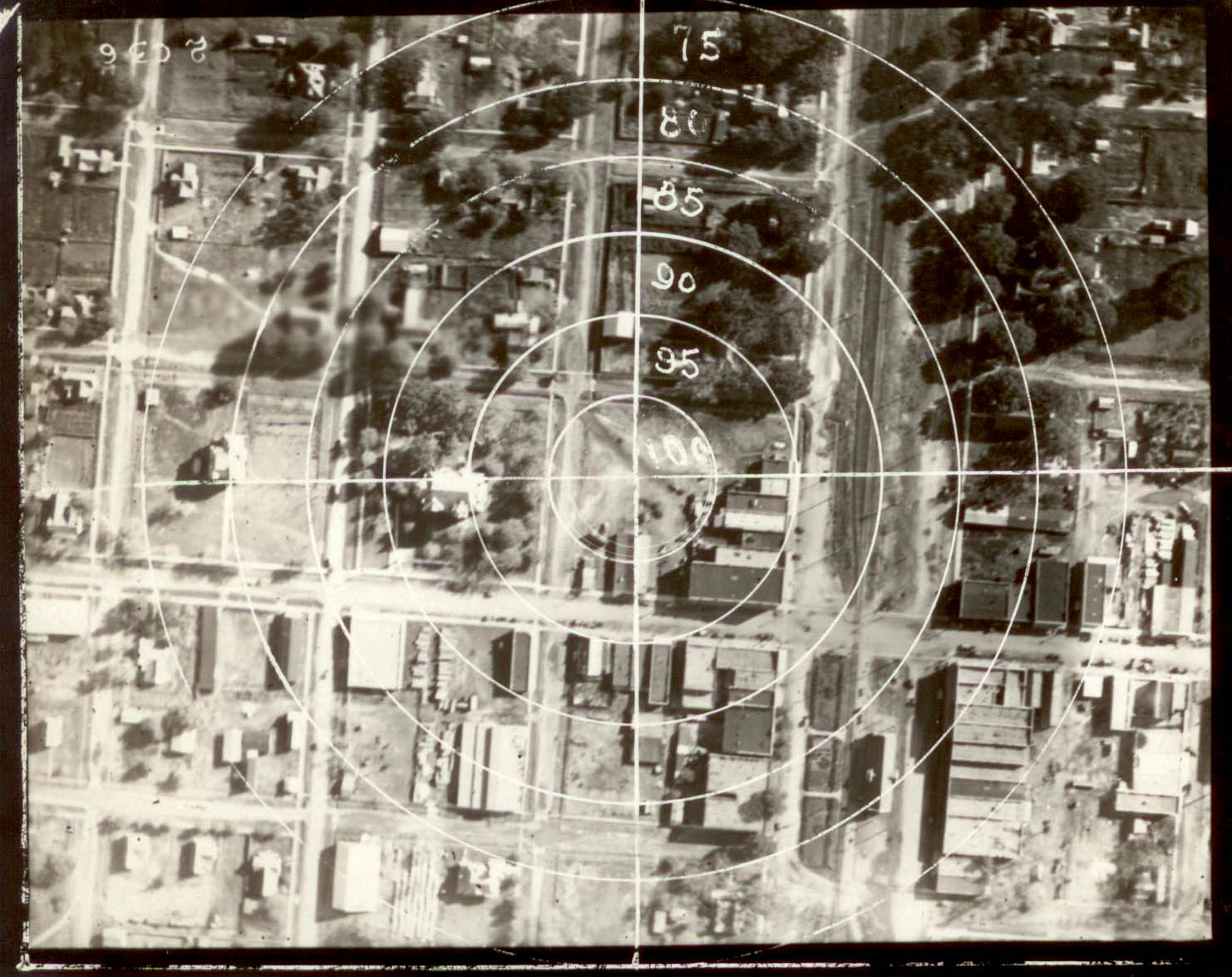
1910年代の初期の爆撃照準器

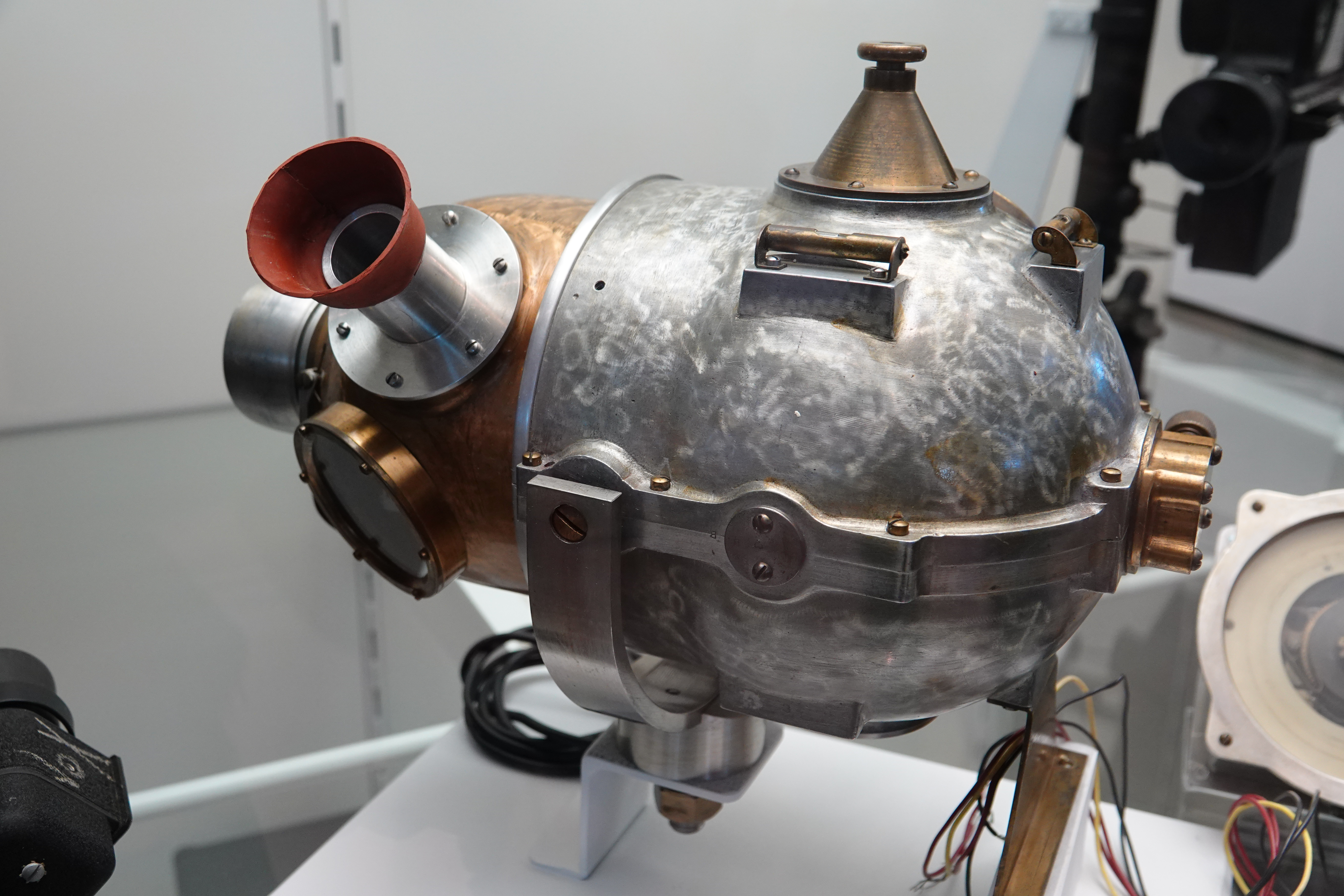
1923年の試作品、ノルデンMK XI爆撃照準器

爆撃照準器（ばくげきしょうじゅんき）とは、航空機が爆弾を正確に投下するために用いる照準器である。爆撃照準器は第一次世界大戦から戦闘用の航空機に装備されており、最初は爆撃機の用途に合わせて設計されたものが用いられていた。その後、アビオニクスの複雑化・高機能化および作戦機そのもののマルチロール化に伴って、爆撃照準器の機能は火器管制システム（FCS）に組み込まれていった。

## 概要
爆撃照準器は、航空機から投下された後の爆弾が移動するだろう弾道を計算する。落下中には主に2種類の力、つまり重力と空気抵抗がかかる。これらが大気中を通る爆弾の弾道をおおよそ放物線状のものにする。加えて空気密度や風のような他の要因が存在し、これらも考慮されるものの、命中までかなりの時間を大気中の通過に費やすような爆弾にのみ重要である。こうした影響は低高度爆撃や爆弾の速度を高めることで落下時間を最小化できる。急降下爆撃はこれらの影響をもとに考えだされた。
ただし、低高度爆撃では地上部隊の反撃による爆撃機への危険性も増し、より高い高度での正確な爆撃がいつも求められた。このため、さらに洗練を増した高高度爆撃専用の爆撃照準器が次々と設計されるに至った。
爆撃照準器が最初に使われたのは第一次世界大戦の前であり、また幾度か大きな改修を受けている。最初期のシステムはアイアンサイトで、計算済みの投下角度があらかじめセットされていた。いくつかのケースでは、手ごろな桁に打ち込まれた一揃いの釘、機体に書きこまれた照準線、もしくは構造の特定の部品に視覚的な位置合わせをしたもので構成されたに過ぎない。こうした器具は最初期の専用設計されたシステムに置き換えられ、普通アイアンサイトは航空機の機速と高度を元に規整できた。こうした初期のシステムも風向風力を測り、調整する能力を加えたベクトル式の爆撃照準器に代替された。ベクトル式の爆撃照準器は高度およそ3,000m、速度およそ300km/hまでならば有用だった。
1930年代、機械式計算機は運動方程式の「解決」に必要な性能を備え、これを新型のタコメトリック式の爆撃照準器として組み込むことが始められた。こうした装置のもっとも有名な例はノルデン爆撃照準器である。その後の第二次世界大戦中には、雲を通したり夜間でも正確な爆撃を可能とするため、タコメトリック式爆撃照準器にしばしばレーダーシステムが組み込まれた。戦後の研究では光学式とレーダー誘導爆撃の両方の正確さがおおよそ同等であることが示された。光学式爆撃照準器はひろく退役になっていき、専用のレーダー爆撃照準器に役割が移された。
最終的に、特に1960年代からは完全に電子計算化された爆撃照準器が導入された。これは爆撃照準器に長距離航法とマッピング能力を組み込んでいる。その後、アビオニクスの複雑化・高機能化および作戦機そのもののマルチロール化に伴って、爆撃照準器の機能は火器管制システム（FCS）に組み込まれていった。現代の航空機には専用の爆撃照準器は搭載されず、代わりに1基のヘッドアップディスプレイ（HUD）に爆撃、機関銃射撃、ミサイル発射、そして航法機能を組み込んだ高度に電子化されたシステムが用いられる。このシステムはリアルタイムで爆弾の弾道や機体のマニューバを計算する機能が備わる。また天候による影響や高度、標的の移動速度、機体の上昇やダイブの角度に関する補正機能が加えられている。こうしたことは、初期の世代のような水平爆撃と、目視で爆撃していた戦術任務の両方で航空機を有用なものとしている。

## 爆撃照準器のコンセプト

### 爆弾に働く力
所与の空気密度や迎え角によって爆弾にかかる抗力は対気速度の二乗に比例する。もしも速度の垂直の成分が{\displaystyle v_{v}}と示され、水平の成分が {\displaystyle v_{h}}、速度が{\displaystyle {\sqrt {v_{v}^{2}+v_{h}^{2}}}}ならば、抗力の垂直と水平の成分は以下である。
{\displaystyle {\begin{aligned}d_{v}&=CA\rho {\frac {v_{v}}{\sqrt {v_{v}^{2}+v_{h}^{2}}}}(v_{v}^{2}+v_{h}^{2})\\&=CA\rho v_{v}{\sqrt {v_{v}^{2}+v_{h}^{2}}}\end{aligned}}}
{\displaystyle {\begin{aligned}d_{h}&=CA\rho {\frac {v_{h}}{\sqrt {v_{v}^{2}+v_{h}^{2}}}}(v_{v}^{2}+v_{h}^{2})\\&=CA\rho v_{h}{\sqrt {v_{v}^{2}+v_{h}^{2}}}\end{aligned}}}
ここでCとは抗力の係数であり、Aは断面積、またρとは空気密度である。これらの方程式は水平方向の速度が水平の抗力を増大させ、また垂直方向の速度が垂直の抗力を増大させることを示す。こうした影響は以下の内容では無視される。
まず最初に爆弾の垂直方向の動きのみを考える。この方向では、爆弾は2種類の主要な力、重力と抗力に従うこととなる。重力は常に変わらず作用し、抗力は速度の二乗で変化する。航空機が等速で水平飛行する場合、爆弾の当初の垂直方向の速度はゼロであり、垂直の抗力もゼロを意味する。重力は爆弾を下方へと加速し、その速度が増大するにつれて抗力も増大する。どこかの時点で（速度と空気密度が増大するにつれて）抗力は重力と釣り合い、爆弾は終端速度に達する。空気抵抗は高度と空気密度につれて変化し、終端速度は爆弾が落下していくと減少する。一般的に爆弾は、空気密度の高くなる低高度に行くにつれて遅くなる。ただしその関係は複雑である。

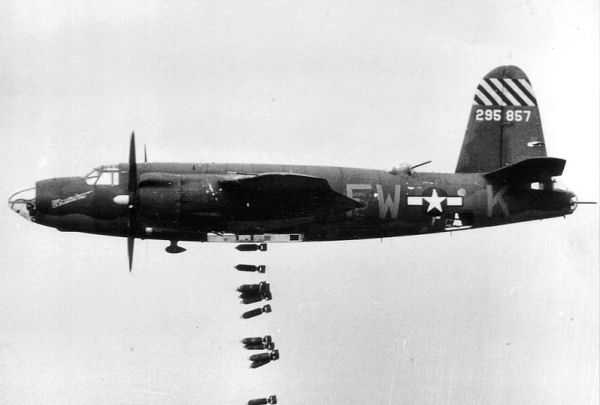
B-26から投下された爆弾の列が後方へ下がっていくのは抗力による。航空機のエンジンは定速での前方移動を保持し続ける一方、爆弾は徐々に遅くなる。爆撃機からの視点では、爆弾は航空機の後方をついてくる。

次に水平方向の動きを考える。懸架装置を離れてすぐ、爆弾は航空機の前方移動する力にともなって運ばれる。この動きは抗力によってのみ打ち消され、前進速度は遅くなり始める。前方への速度が遅くなるにつれて抗力も低下し、減速も減って行く。前方への速度が完全にゼロまで打ち消されることは無い。もし爆弾が抗力に関係しないのであれば、その弾道は純粋な放物線となり、容易に計算可能な地点「真空射程」に着弾する。実際には抗力が働き、真空の場合の距離よりも短い地点に着弾させることになり、またこの投下場所と着弾地点との間の現実での距離が、単に射程として知られている。真空射程と実際の射程との差は「追従量」として知られている。爆弾は落ちるにつれて航空機のあとを追ってくるように見えるためである。追従量と射程の差は爆弾の個々の空力特性によって異なり、通常、爆撃時の射程を個々に測る必要がある。
運動を垂直と水平の成分に完全に分ける際の主な問題は終端速度である。相対風の中の爆弾はふつう、爆弾後方の尾翼を用い、頭部が前方を指して飛翔するよう設計されている。抗力は任意の瞬間のいつでも爆弾の迎え角に依存する。もしも爆弾が低空で投下され、爆弾の速度が終端速度に達しないなら、その速度はおおよそ爆弾がどのくらい長く落下したかによって明らかになる。
最後に風の影響を考える。風は爆弾に抗力として働き、風速の関数となる。これは普通、爆撃機の速力や終端速度のわずか一部であるために、爆弾が高高度で投下され、この小さな影響が爆弾の弾道に目立った影響をあたえる時にのみ要因となる。弾着点と無風の場合に落ちたであろう場所との間の差は、「偏流偏差」として知られる。

### 爆撃照準器の問題
弾道学の用語では伝統的に「解決策」として兵器の照準の計算のことが話される。「爆撃照準器の問題」とは、上記の内容すべての影響を考慮に入れた場合、目標に爆弾を命中させるためには何処で爆弾を投下すべきかという空中での位置計算である。
風の条件が無いとき、爆撃照準器の問題はごく単純である。着弾点は航空機の高度、前進速度、爆弾の終端速度の3種類の要素の関数である。多くの初期の爆撃照準器では最初の2つの要素の入力にあたり、アイアンサイトについた前方および後方サイトの設定を個別に調整して補正した。サイトの1つは高度、そして他のサイトは機速のためのものである。落下時間を延長する終端速度は、爆弾の実測された弾道に基づいた量だけ投下高度を引き上げることで説明できる。
風の影響を計算に入れるとき、計算はより複雑化する。どの方向からも風が作用する可能性があるため、一般的に爆撃照準器は、偏流を飛行経路に沿ったり横切って働く部分に変換することで再計算する。実際には普通もっと単純で、航空機は投下前にいかなる横方向の動きも完全に取り除くやり方で飛び、この要素を排除する。これは普通、横風着陸で使われる、クラビングやサイドスリップとして知られる一般的な飛行技術を用いて達成された。
爆撃照準器は特定の方向や狙点に合わされる照準装置である。上記の解決法の概要は空中位置を返してくるが、この位置を地面に対する角度へと変換するために、シンプルに三角法を使う事ができる。それから爆撃照準器はこの角度を表示するよう設定される。爆弾は標的が照準を通り過ぎる際に投下される。そのときの航空機と標的の間の距離とは射程であり、そのためこの角度はしばしば「射角」や「投下角」「照準角」と呼ばれ、ほか類似の用語もよく用いられる。実際には、こうした計算の一部または全ては空間位置ではなく角度を用いて実行され、最後の変換はスキップされる。

### 精度
投下の精度は、天候の不規則さ、爆弾の製造法、どのくらい水平で直線に近く航空機を飛ばせるか、さらに同じく機材の精密さなどのより実践的な問題など、どの固有の問題からも影響を受ける。こうした不正確さは幾重にも積み重なる。爆弾の投下高度を高くするにつれて落下に必要な時間も増し、投下の最終的な精度に重大な影響を与える。
典型的な任務で行われた爆弾投下の一例を検討するのは有益である。この場合では、第二次世界大戦時に広くアメリカ陸軍航空隊とイギリス空軍で用いられ、実戦参加したほとんどの部隊の弾薬庫で扱われたAN-M65 500ポンド汎用爆弾を検討する。この爆弾の弾道データは「Terminal Ballistic Data, Volume 1: Bombing」で探すことができる。開けた地面に立つ人員に対し、500ポンド汎用爆弾の危害半径はおよそ107m、ただし建造物に対しては威力が減り、およそ27m。
風速42km/hの風の中、AN-M65汎用爆弾が高度6,096m、速度322km/hで飛行するボーイングB-17爆撃機から投下されるものとする。所与の環境下で、AN-M65汎用爆弾は着弾するまでに前方へとおおよそ1981mを飛翔する。その追従量は真空射程からおよそ305m離れている。また着弾時の存速は351m/sで、落角は水平から約77度である。この投下の最中、風速42km/hの風は爆弾をおよそ91m移動させると予測される。投下秒時はおよそ37秒である。
どの主要な数値の測定でも誤差が5%と仮定し、方法論と手引き中の表に基づいて、精度に与えるこれらの影響を計算することができる。高度の5%の誤差は6,096mでは304.8mとなる。そのため航空機は5,791.2mから6,400.8mの何処かに居ることになる。表を根拠とすると、これはおよそ3mから4.5mの誤差という結果になる。機速の5%の誤差は16km/hであり、およそ4.5mから6mの誤差を生む。投下のタイミングに関しては、誤差およそ十分の一秒の精度が可能な限り最良であるとされる。この場合の誤差は単純にこの時間分の航空機の対地速度、およそ9.1mである。すべてこれらは爆弾の危害半径の範囲に収まる。
風は爆弾の精度に2種類の方法で影響する。落下の間に爆弾をじかに押しやり、同様に投下前の航空機の対地速度を変えていく。爆弾にじかに与える影響の場合、5%の誤差で測れば2km/hとなり、これが5%の誤差の偏流を起こして5.3mを移動させる。しかし、この2km/hまたは0.54m/sの誤差は航空機の速度にも変化を加える。37秒の落下秒時が過ぎれば結果は誤差20.7mとなり、これは爆弾の効果の範囲外となる。
風速の「測定」はより深刻な懸念となった。初期の航法システムでは一般的に「推測航法」の技を使って計測した。これは地表を測った動きと、航空機の機材を用いて計算された動きを比較するものである。アメリカ連邦航空局のFAR Part 63ではこうした計算の誤差を5から10%と示唆し、アメリカ空軍のAFM 51-40では誤差10%としており、アメリカ海軍のH.O. 216では20マイルかそれ以上とした。このような不正確さをさらに悪くするのは、計器が表示する対気速度を用いて数字が作成される点である。このような状況での対気速度は風速のおよそ10倍に及び、5%の誤差が風速の計測にあたって大きな不正確さに至る。計算で出す代わりに対地速度を直接計測してこの誤差を根絶したことが、1930年代や1940年代のタコメトリック式爆撃照準器の主な進歩だった。
最後に、機材自体の5%の誤差を考える。これは射程角度の調整の5%の誤差や、航空機の水平、または爆撃照準器の同様の5%の誤差である。単純にこの5%は角度5度の誤差であると考え、簡単な三角法を使うと角度5度の6,096m先ではおおよそ533.4mの開きとなる。この誤差は爆弾を危害半径のはるかな外側に置いてしまう。試験では3度から4度の誤差が標準的と考えられ、15度以上は異常と見なされた。与えられた問題の深刻さのため、ことにアメリカでは第二次世界大戦前から爆撃照準器の自動水平化システムが重要な研究範囲とされていた。

## 初期のシステム

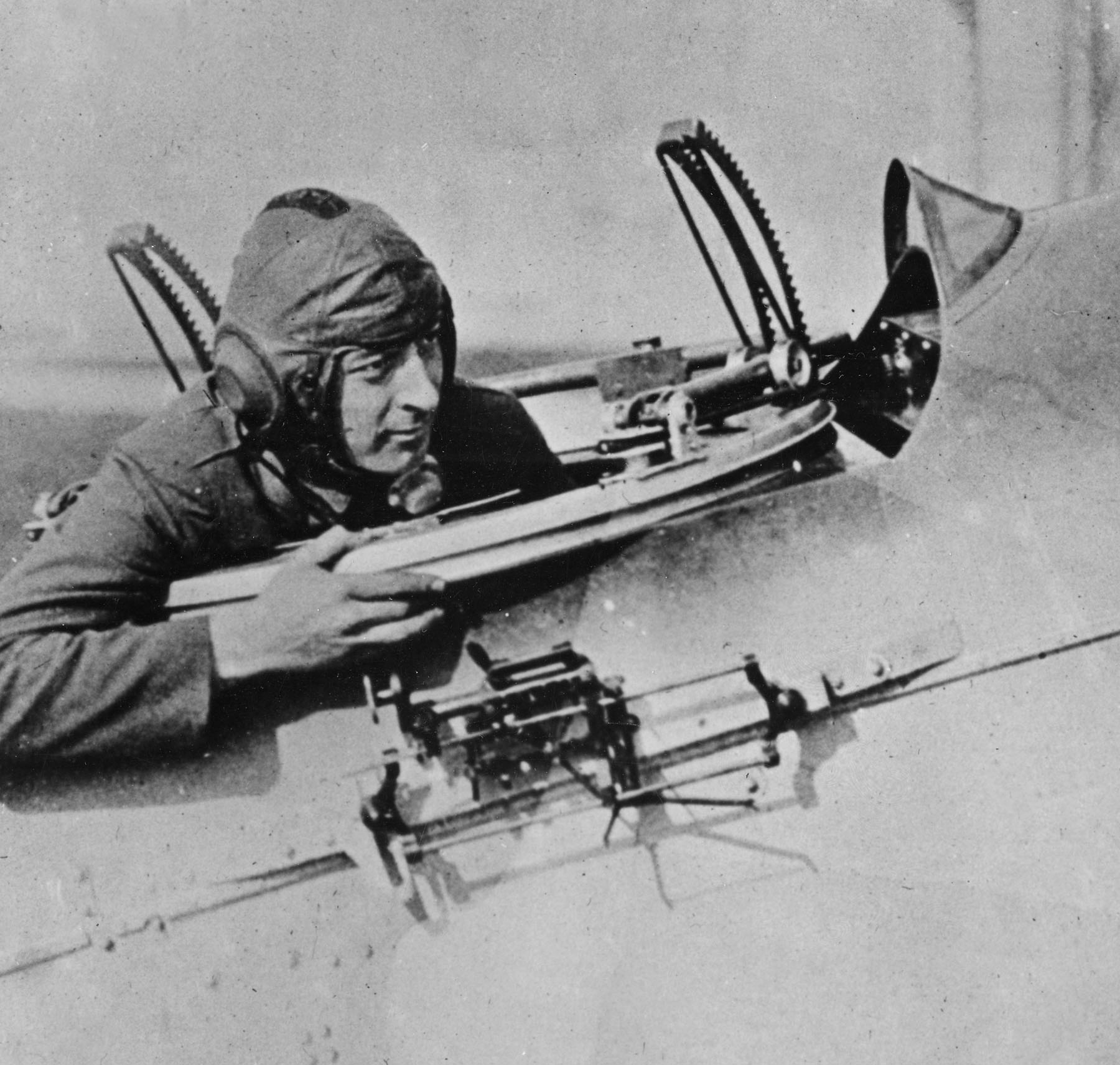
エアコーDH.4の側面に搭載されたMk. I偏流照準器。爆撃手の指先のすぐ前のレバーは高度を設定する。彼のこぶし付近のホイールは風と機速を入力する。

爆弾の弾道の予測に必要な計算は全て、爆弾の弾道を示す計算表の助けを借りつつ手で行われた。しかし、こうした計算を実行する時間は些細なものではなかった。目視照準器の使用では、視力に基づいて目標を最初に照準した射程が固定されたまま残った。航空機の速度が増すと、最初の位置を決定した後に手で計算を実行し、機の飛行経路を修正して適正な投下位置に持っていくのに利用できる時間は短くなった。爆撃照準器の開発が初期段階にある間、問題は交戦時の機の安全運航範囲を差し支えないほどに低くすることで解決されていた。そうすることで、あまり重要ではない影響を計算する必要性を減らしたのである。例えば極めて低高度で投下する際には、落下中の抗力や風の影響は非常に小さくなり、これらを無視することができる。この場合では前進速度と高度のみがある程度の影響を持っていた。
こうした爆撃照準器の最初期の記録の一例が、1911年、アメリカ陸軍沿岸砲兵軍団所属のライリー・E・スコット中尉によって製作されている。これは機速と高度を入力する単純な装置で、機の翼に腹這いつつ携行するものだった。かなり試験を重ねた後、彼はこうした入力に用いる設定表を作りだすことができた。メリーランド州カレッジパークの試験で、スコットは2個の8.1kg爆弾を、1.2から1.5m大の標的の3m圏内に投下することができた。投下高度は約122mである。1912年1月、スコットはフランスのヴィラクブレー飛行場で開かれたミシュラン爆撃競技で第一位を収め、5,000ドルを手にした。成績は高度800mから15発を投下し、12発が125×375フィート(38.1×114.3m)の標的に命中した。
大戦に先立つスコットのような数少ない例があるにもかかわらず、第一次世界大戦の開戦段階の爆撃はいつも目視で行われ、状況が適切とみられる時に小型の爆弾を手で投下した。戦争中に航空機の投入と役割が増していくにつれ、より良い精度が必要となり、強く要求された。最初これは航空機の部品、桁やエンジンシリンダー、または爆弾の射程を測るため投下試験をした後で航空機の側面に書き込んだラインといったものを照準に使って達成された。こうしたものは低高度かつ固定目標に使うなら有用だったが、航空戦の性質が進化していくと、必要に伴ってこうした解決法も速やかに意味を失っていった。
より高い高度での爆撃では、風の影響と爆弾の弾道がもはや無視できないものとなっていた。ひとつ重要な簡易化は爆弾の終端速度の無視であり、また平均速度はフィートで測った高度の平方根として計算している。例としては3,048mから投下された爆弾は平均121.9m/sの率で落下するため、落下秒時を簡単に計算できる。残る要素は風速の計測であり、より一般的には対地速度の計測だった。普通、これは主に風の来る方向に航空機を飛ばし、次に地上物の動きを観測、残った風による横方向への偏流が無くなるまで飛行経路を左右へ修正して達成される。地上を飛んで過ぎる速度は、照準器越しに観測される所与の2つの角度間の、地上物の動きのタイミングで測られる。
最良の開発がなされ、実戦投入されたこうした照準器の一例には、ゴータ重爆撃機用に開発されたドイツ製のゲルツ爆撃照準器がある。ゲルツは回転式のプリズムを基部に組み込んだテレスコープを用い、これにより照準器が前後に回転できた。機の側方への動きをゼロ規整したのち、照準器は予定の角度に調整され、それから地上物が航空機の直下に来るまでストップウオッチで測られる。これで対地速度が示され、これに地面に達するまでの時間を掛けたのち、照準器内部の照準点を射表で調べた角度に調整する。爆撃手は照準点をよぎるまで照準器内で目標を観測し、その後爆弾を投下する。同様の照準器はフランスやイングランドで開発され、ミシュランや中央航空学校のナンバーセブン爆撃照準器が特に評価される。有用さの一方で、これらの照準器は移動のタイミングを計る間、手間のかかる準備時間を必要とした。
基本的な概念に、ハリー・ウィンペリスによって大きな改変が導入された。彼は後のイングランドでのレーダー開発作業で知られている。1916年、彼は風速を直に測定する簡易なシステムを加えた偏流照準器を導入した。爆撃手は最初に高度と航空機の対気速度をダイアル入力する。そうすることで照準器右側面の金属製のバーが回転し、機の胴体から突き出す。爆撃行程の前に、爆撃機は爆撃航路に対して直角に飛び、また爆撃手は地上物の動きを観測するためにロッドの先を見やる。さらに彼は、動きがロッドにじかに沿うまで風速の設定を修正する。この動きで風速を測り、これに適切に対応する角度へと照準器を動かし、別の計算の必要性を省いている。のちには、高度とともに増す真対気速度と指示対気速度の間の差を計算する改修が加えられた。このバージョンは偏流照準器MK.1Aであり、ハンドレページO/400重爆撃機に導入された。派生型はアメリカ軍のエストピー爆撃照準器のように広く見られる。
これらの爆撃照準器はすべて問題を抱えており、飛行経路に沿う以外の、どの方向からの風にも対応できない。これは潜水艦や艦艇のような移動標的に対する爆撃照準器の有用性を使い物にならなくさせた。標的がたまたま風と同じ方向に航行することでも起こらない限り、標的が近づくと、その動きは爆撃機を風の吹き過ぎる方向に遠ざけていくこととなる。加えて、対空射撃が有効さを増すにつれて、兵員はしばしばこうした方位から攻撃が来るものと予知し、自分たちの護衛する目標物に風が吹いてくる方向へと銃砲をあらかじめ指向しておいた。横風での攻撃という解決法が切実に必要とされていた。

## ベクトル式爆撃照準器

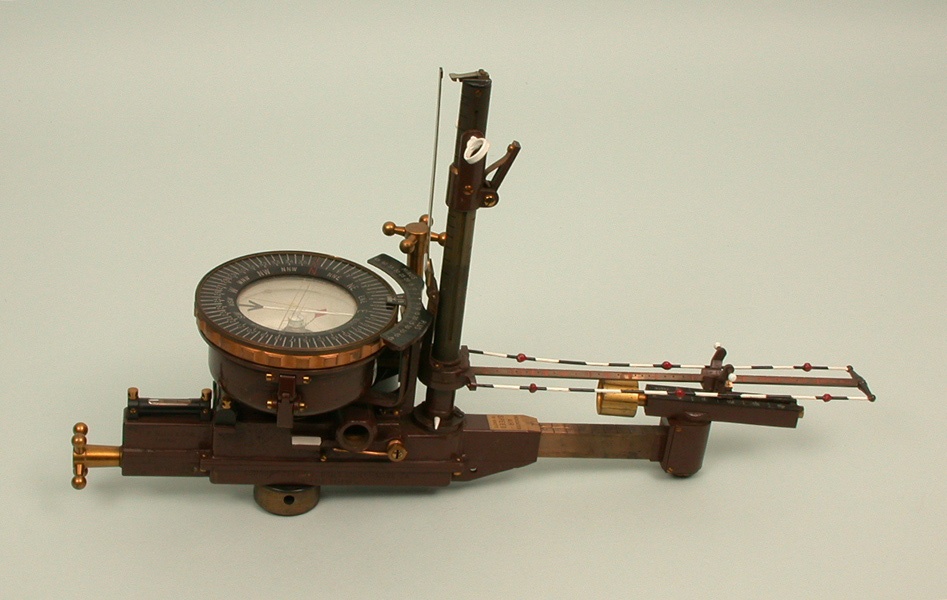
CSBS Mk.IAは最初の量産されたベクトル式爆撃照準器である。偏流ワイヤーが右側に見え、偏流計算機が左側につき、高度測定器が中央にある。（直立）実際の照準装置は高度スライダー頂部付近の白いリングと、偏流ワイヤーに沿う中央軸の白いドットである。偏流ワイヤーは普通は強く張られており、この装置は経年で古びている。

航空機の経路に影響する任意の風を計算することは、航空航法ではすでによく理解されていた問題であり、基礎的なベクトル計算が必要である。ウィンぺリスはこうした数学に非常に通じており、この論題について独創的で入門的なテキストを執筆し続けていた。同様の計算法は爆弾の弾道にもちょうどうまく適用できたが、爆弾の落下時の速度変化を計算するためのいくつか小さな補正を加えている。偏流照準器が導入されると同時に、ウィンぺリスはこうした計算問題の解決を助け、また風や爆撃行程の方位に関わらず風の影響を検討できる新しい爆撃照準器に取り組んでいた。
その結果、「戦時中で最も重要な爆撃照準器」と呼ばれるコース設定爆撃照準器(CSBS)が開発された。高度、機速、風向風力の数値をダイヤル入力し、これにより各種の機械式計算装置を回転、スライドさせることでベクトルの問題を処理する。いったん調整すれば爆撃手は地上の対象を監視し、照準器の左右両端の細いワイヤーでその動きを比較する。もしなんらかの横滑りの動きがあれば、操縦士は偏流を解消するため新しい進路に機を回頭させる。普通は数回の試行が必要であり、この時点で、横滑りする運動なしに航空機は投下地点をよぎる適正な方向を飛んでいる。その後、爆撃手もしくはいくつかの機体では操縦士が付属のアイアンサイトで投下のタイミングを狙う。
CSBSは1917年に実戦投入され、余積のある機体ならば速やかに初期の照準器と交換された。CSBSはかなり大きな装置だった。戦争の進行とともに、異なる速力、高度、そして爆弾の型式に合わせた派生型が導入された。第一次大戦後、CSBSはイギリスで用いられる主な爆撃照準器であり続けた。外国の空軍向けに数千基が売却され、世界各国で量産のために数多い派生品が作り出されている。CSBSの派生型を基としていくつかの試作装置が開発され、有名な物は戦後まもなく開発されたアメリカのエストピーD-1照準器である。また同様の派生型が各国で生まれている。こうした「ベクトル式爆撃照準器」は全てが基本的なベクトル計算システムと偏流測定用ワイヤーを共有し、主に形状や光学機器が異なっている。
爆撃機が進歩発展し、複座の航空機が広まると、操縦士と爆撃手が同じ機材を共有することはもはや可能ではなくなり、また爆撃手が操縦士より下の機首の方へ配置されると、手信号はもう見えなくなった。二重の光学機器や、似たような様々な解決法が戦間期に提案されたものの、これらはどれも広く採用されることが無かった。これは電気的に表示装置を動かす操縦士用の方位指示器(PDI)の導入に至った。この装置は機内の離れた位置にいる爆撃手が方位の修正表示に用いる。
第二次世界大戦に入ってしばらく、ベクトル式爆撃照準器はほぼ全ての空軍の標準的な装備として残った。また1942年まではイギリス空軍の任務に使われる主力照準器だった。CSBSを大きく上回る、もっと新しい爆撃システムの導入があるにもかかわらず、もしくはCSBSの新型でさえ幾つもの理由によって採用に失敗した。CSBSの後期型は最終的にMark Xまで到達し、数種類の異なる爆弾を補正し、動目標を襲撃でき、より容易く風を計測できるシステム、そしてその他多くの機能が含まれていた。

## タコメトリック式爆撃照準器

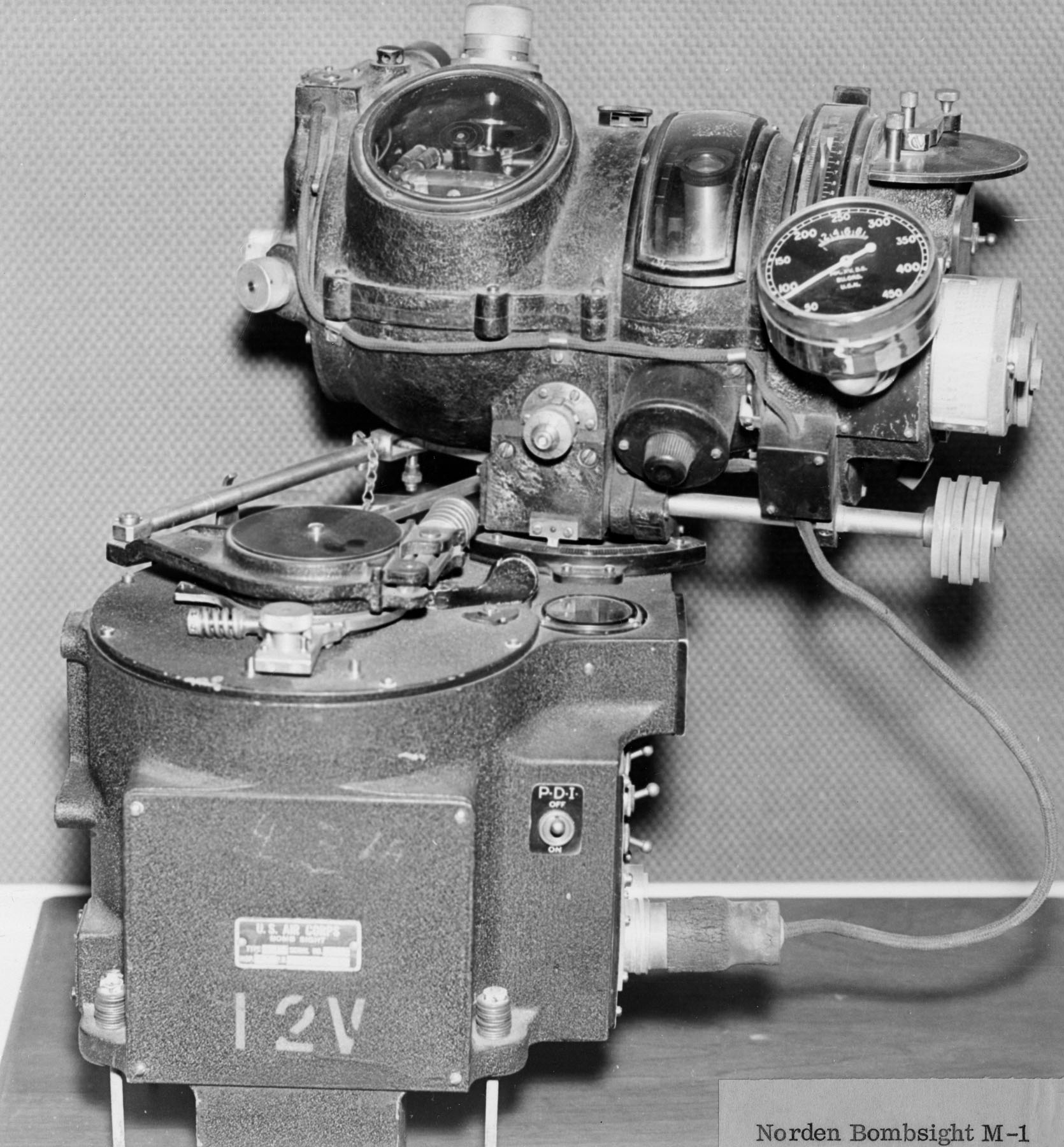
ノルデンM-1は標準的なタコメトリック式爆撃照準器である。爆撃照準器の本体は画像の上部部分であり、基部の自動操縦装置の上方に載せられている。爆撃照準器はわずかに右側に傾斜している。実戦では自動操縦装置がこの傾斜をゼロに戻すよう航空機を操作する。

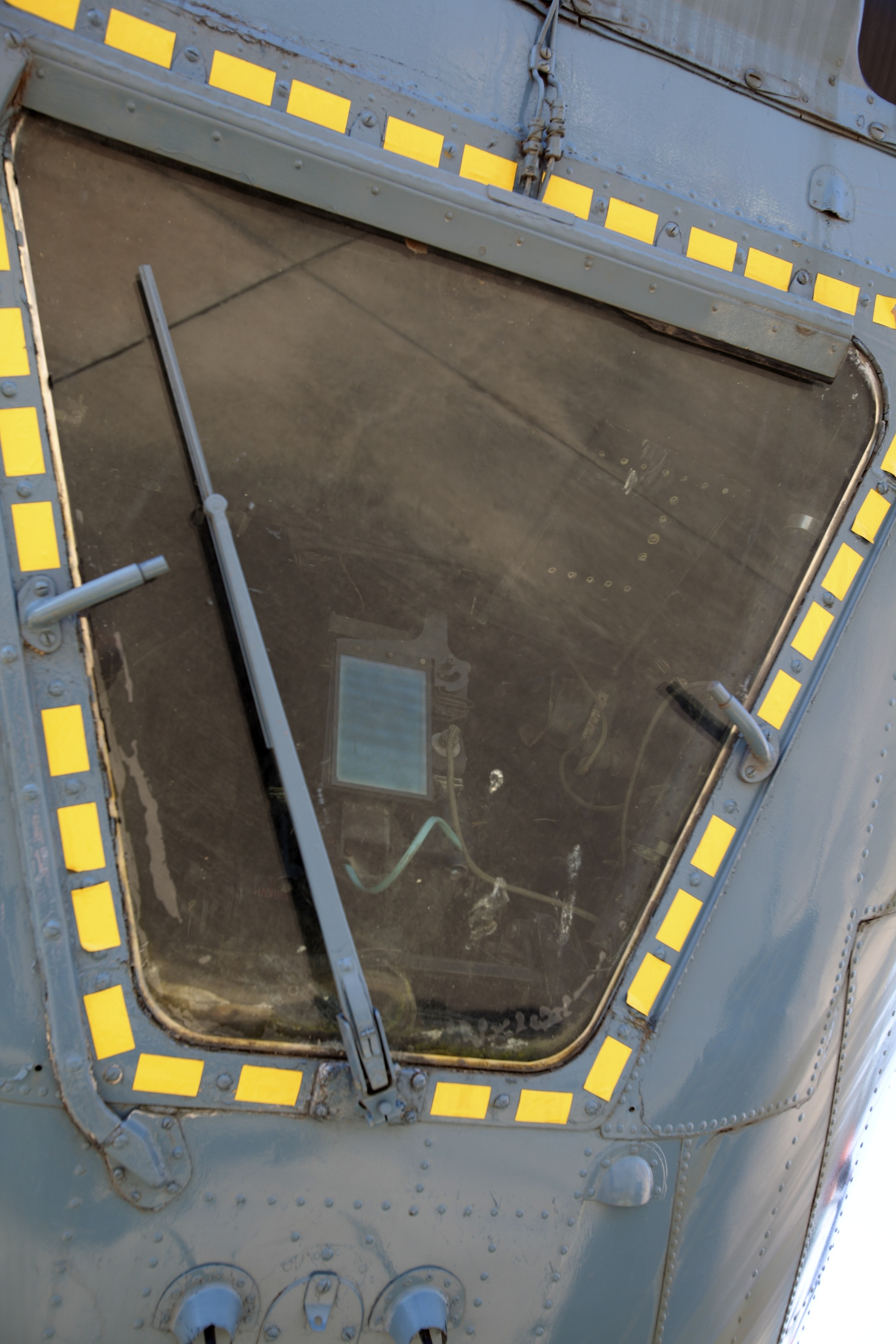
アブロ・シャクルトンの機首部分にある爆撃手席の窓と爆撃照準器。

ベクトル式爆撃照準器を使う上での主な問題の一つは、爆弾投下前に長い直線飛行が必要なことだった。これは操縦士が風の影響を正確に計算し、ある程度の精度で適正な飛行方向を設定するための充分な時間を必要としたためである。もしも爆撃行程中に何かが変更されれば、ことに防御砲火を避けるために航空機が機動すると、全ての設定が再びやり直しとなった。加えて、単葉機の導入によって方位の補正がもっと難しくなった。これは従来の複葉機で対応していたよりもスリップターンが容易ではなかったためである。こうした機体は「ダッチロール」と呼ばれる効果によって旋回が難しくなり、しかも水平飛行の後に振動を起こす傾向があったために苦しめられた。これによって爆撃手が飛行経路を補正する時間がさらに減らされた。
後者の問題の解決策はすでにしばらくの間使われていた。それは機動中や突風が吹きつけていても爆撃照準器をほぼ下向きに保持するために、ある種のジンバル機構を用いることだった。1920年代という初期の試験では、爆撃の精度がおおよそ2倍になる可能性が示された。アメリカではこの分野において、加重ジンバルに搭載されたエストピー爆撃照準器や、今日では慣性プラットフォームと呼ばれる装置にアメリカ版CSBSを据え付ける、スペリー・ジャイロスコープの試験など、積極的な計画が実施された。こうした同様の装置の開発は、最初の有用な自動操縦装置の導入に至った。これに所要の行程を直接ダイヤル入力し、航空機はそれ以上の入力をすることなく回頭し、飛行する。多様な爆撃照準器が一種か両方のこのようなシステムを採用し、1920年代から30年代を通じて検討された。
同時期、別の開発ライン上では初の信頼性のある機械式計算機が登場するに至った。これらは入念に形作られたカムのような装置で、複雑な数字表の代わりに使うことができ、また一連の歯輪や動輪で手動の計算を行った。元々は足し算や引き算などから成るごく簡単な計算に制限されていたが、1930年代にはこれらの機械が微分方程式を解くのに使える地点にまで進歩していた。こうした機械式計算機を爆撃照準器に用いると、爆撃手は機速、高度、方位、既知の大気状況といった基礎的な航空機の諸元をダイヤル入力できた。また爆撃照準器は適切な照準点をわずかな瞬間で自動計算した。いくつかの従来的な入力、つまり機速や高度といったものは機体の装備品から直に入力され、操作上の誤差を根絶している。
このような開発状況は現場ではよく知られていたものの、アメリカ陸軍航空隊とアメリカ海軍のみが協調して開発努力を行った。1920年代の間、海軍はノルデン爆撃照準器用の開発資金を提供し、一方で陸軍はスペリーO-1の開発に資金を出した。両システムとも一般的には同様である。小型のテレスコープで構成される爆撃照準器が、照準ヘッドを安定して保持するための安定台の上に据えられている。別の機械式計算機が照準点を割り出すために用いられた。照準点は照準器にフィードバックされ、自動的にテレスコープを偏流と航空機の動きを計算した適正な投下角に旋回させ、視界に標的を保持する。爆撃手がテレスコープを通じて照準した際、彼は除去しきれなかった偏流を観察し、操縦士に連絡できる。または後にはこの情報を自動操縦装置にじかに入力できた。視界内の標的を照準し続けるためテレスコープを動かすだけで、風の影響を継続的に再計算し、微調整するという副効果があったために非常に精度が増した。さまざまな理由により、陸軍はスペリー式照準器から興味を失い、スペリー式からの機能とノルデンの機能が新しいモデルのノルデン爆撃照準器に統合された。そののち、ノルデン爆撃照準器はアメリカ製の高高度爆撃機のほぼ全てに装備されており、特にB-17フライングフォートレスが有名である。試験ではこれらの爆撃照準器が非常に良い精度を生み出した。実戦ではしかしながら、運用上の要因がこれらをひどく狂わせ、それはノルデン爆撃照準器を使用したピンポイント爆撃を最終的に放棄させるほどだった。
アメリカではタコメトリックを用いたコンセプトを開発するため最大限努力していたが、彼らは他のものも研究していた。イギリスではCSBSを代替する努力として、自動爆撃照準器（ABS）を
1930年代中期から開発し続けていた。しかし、ABSは照準システムの安定化機構も、ノルデン式の自動操縦システムも取り入れなかった。試験ではABSの使用が難しすぎること、計算機が照準点を割り出すために必要な爆撃行程が長すぎることが明らかになった。イギリス空軍の爆撃機本部がCSBSでさえ標的への直線飛行が長すぎると不満を述べたときに、ABSの配備のための努力は終わりを迎えた。彼らの要求を満たすため、新型のベクトル式爆撃照準器であるMK.XIVが開発された。Mk.XIVは安定台と照準用計算機を備えていたが、全体的な機能はCSBSのように作動するものだった。爆撃手は適正な角度に照準システムを動かすため計算機を調整したが、爆撃照準器は標的を追尾せず、飛行経路の修正を試みる事もしなかった。このシステムの優位性は劇的に使用が速くなった事で、航空機が機動中であっても使う事ができ、投下前に僅か数秒の直線飛行を必要とするだけだった。量産能力の不足に直面し、スペリーはアメリカでのMk.XIVの生産契約を結んだ。これはスペリーT-1と呼ばれた。
後々、イギリスとドイツの両国はノルデン爆撃照準器に似た機材を独自に導入した。少なくともドイツ空軍では、デュケインのスパイ網を通じて得られた部分的なノルデン爆撃照準器の情報を基とし、ロートフェルンローア7を開発している。基本的な機構はほぼノルデンのものと同じだが、ただしもっと小型だった。特定の用途ならばロートフェルンローア7は単座航空機でも使う事ができ、世界最初の運用可能なジェット爆撃機であるAr234に搭載された。戦争中、イギリス空軍は正確な高高度爆撃の必要があり、1943年にABSの安定化バージョンを導入している。この手作りの安定化自動爆撃照準器は極めて限られた数しか生産されず、ダムバスターとして有名なRAF617中隊のみが使用している。
これら全ての設計はまとめて「タコメトリック式爆撃照準器」として知られる。「タコメトリック」とは指定の速度で回転するねじや歯車を計測するタイミング機構のことをさす。

## レーダー照準爆撃とシステム統合

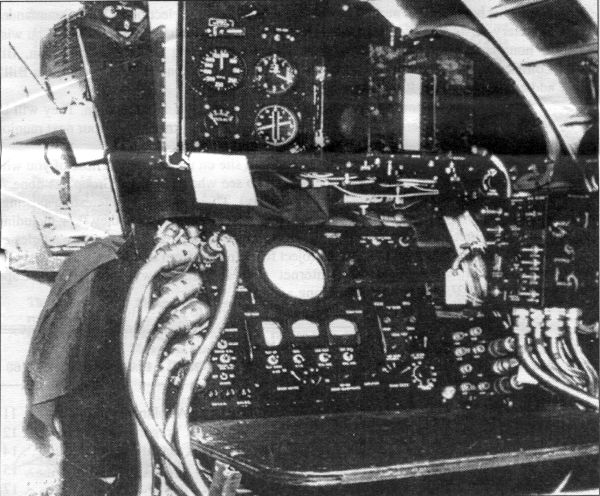
AN/APS-15レーダー爆撃システム。H2Sに搭載されたアメリカ軍仕様の機材

第二次世界大戦前には、昼間爆撃と夜間爆撃を比較した利点についての長い議論が行われていた。レーダー導入まで夜間の爆撃機は実質的に撃破不能であるが目標の発見が最も大きな問題だった。実際には都市のような巨大な目標のみが攻撃可能だった。日中の爆撃機は自機の爆撃照準器を用いて小型目標を攻撃できた。ただし敵戦闘機と対空砲部隊に襲われる危険性があった。
1930年代初期の間、議論は夜間爆撃の支持者が勝ち、イギリス空軍とドイツ空軍は夜間作戦専門の航空機で作る、巨大な空中艦隊の編成を始めた。イギリスの政治家スタンリー・ボールドウィンの「爆撃機は常に通り抜ける」の発言のように、こうした兵力は本来が戦略的なもので、主に他国空軍の持つ爆撃機を抑止する。しかし新型エンジンが1930年代中期に導入され、大きく防御兵装を改善し、搭載できる大型爆撃機が登場するに至った。一方でこれらの機体の実用上昇限度や速力が増し、地上砲火による脆弱性を低下させた。方針は軍事目標や工場に対する昼間攻撃に再び変化し、敗北主義的で臆病と見なされた夜間爆撃の方針は放棄された。
この変化にもかかわらず、ルフトヴァッフェでは夜間航法の正確性という問題を解決するため、いくらか努力を続けていた。これは戦争開始時のビームガイド式の電波航法装置に至っている。イギリス空軍は1942年初期に同様の独自に用意したシステムを実施して遅れを取り戻した。それ以来、電波航法システムは精度を増し、全天候下・作戦状況下での爆撃を可能にした。オーボエ・システムは1943年初期に実戦投入され、35ヤードという現実世界での精度を与えており、いかなる光学式の爆撃照準器よりも良好だった。イギリス製のH2Sレーダーの導入によって爆撃機の能力はさらに改善され、射程が照準線に限定される遠隔地からの電波送信なしに目標を直に襲うことができた。1943年、こうした技術がイギリス空軍とアメリカ陸軍航空隊に広く採用され、H2X、またその後の改良版であるAN/APQ-13やAN/APQ-7のようなシリーズの開発に至った。これはB-29スーパーフォートレスに搭載されている。
これら初期システムは、既存の光学式の爆撃照準器とは別に操作されたが、これは爆弾の弾道を別々に計算しなければならないという問題をもたらした。オーボエ・システムの場合、作戦前にこうした計算が地上の基地で行われた。しかし昼間の目視爆撃はいまだに広く行われており、交換や改造では既存の爆撃照準器に速やかに電波信号を再送するようにし、爆撃照準器がレーダー照準爆撃の問題を解決できるようになった。例としてAN/APA-47ではAN/APQ-7からの出力をノルデン爆撃照準器に組み合わせて使っており、爆撃手が照準点を比較するため、容易に両方の画像を確認できるようにした。
電波航法もしくはレーダー技術を使って実施された爆撃結果を分析すると、精度は基本的に二つのシステムとも同等であることが示された。オーボエ・システムを用いた夜間爆撃では目標への命中を得たが、ノルデン爆撃照準器では昼間にも達成ができなかった。レーダーの限られた分解能、航法システムの範囲制限といった運用上の検討事項を除き、目視による爆撃照準器の必要性は急速に消えて行った。戦争後半期の設計では、ボーイングB-47ストラトジェットとイングリッシュ・エレクトリック・キャンベラに光学式システムが残されたものの、これらはしばしばレーダーや電波システムの副装備品と見なされた。キャンベラの場合、光学システムはレーダーシステムの運用可能の遅れを理由としてのみ存在した。

## 戦後の開発
戦略爆撃任務は年代が過ぎるとともに、より高高度、より高速、より強力な兵装を搭載してもっと長距離の作戦につくための進歩が続いた。タコメトリック式爆撃照準器が精密な爆撃に要するほとんどの機能を与えたとはいえ、これらは複雑で作動が遅く、水平かつ直線飛行に限定された。1946年、アメリカ陸軍航空隊は陸軍航空部隊科学顧問グループに、就役間近のジェット航空機が爆撃する際の問題について研究するよう求めた。彼らは1,000ノットを超える速度では光学的なシステムが役に立たなくなると断定した。標的を目視する距離は、高高度、高速で爆弾を投下する際の射程よりも狭かった。
数千マイルにおよぶ攻撃範囲が検討されていくと、電波航法システムは必要とされる距離と精度の両面から提案できるものではなくなった。このためレーダー爆撃システムが要望されたが、既存の装置は要求性能にいずれも及ばず、提供できなかった。成層圏高度の長い照準射程が検討されていくと、望みの分解能を持つレーダーアンテナは非常に大型化する必要があった。これは、空気抵抗を減らすためにできる限り小型化したアンテナの開発が必要な事とは矛盾している。さらにレーダーには多くの標的が直に映し出されないことが指摘された。そのため爆撃照準器には、レーダーに現れるいくつかのランドマークと比較した地点に投下する機能が必要である。これは「補正照準点」と呼ばれた。最後にグループは、こうしたシステムの多くの機能が航法システムのような従来の別々の装置と重複することについて述べた。彼らは航空図、航法、自動操縦、爆撃照準の機能を与える単一システムを提案した。それで複雑さと、特に必要な搭載スペースを減らした。こうした機械はAN/APQ-24として最初に出現し、後に「K-システム」と呼ばれるAN/APA-59になった。
1950年代と1960年代にはこの種のレーダー爆撃が一般的となり、核兵器による攻撃を補助するために必要とされたシステムの精度はある程度のものでしかない。半数必中界(CEP)は3000フィートで十分だと考えられていた。作戦範囲が数千マイルに広げられたとき、大陸からはるか遠くの精密な航法を可能にするため、爆撃機の慣性誘導と星姿勢計の統合が始まった。これらのシステムは速やかに精度を改善し、最後には個別の爆撃照準器を必要としなくても爆弾投下を操作するに充分なほど正確になった。これはB-70ヴァルキリーのケースであり、要求精度は1500フィートで、従来的な爆撃照準器のたぐいは何も積んでいない。

## 現代のシステム
冷戦中の兵装の選択は核一択で、その精度の必要性はさほどではなかった。戦術爆撃システムの開発、特に従来型兵器による点目標の攻撃能力はノルデン爆撃照準器の本来の到達地点であったが、真剣に検討されることは無かった。そこでアメリカがベトナム戦争に突入した時点で彼らが選んだ兵装とはノルデン爆撃照準器を積んだダグラスA-26インベーダーだった。そうした解決策では不十分だった。
同時期、新型ジェットエンジンの出力レベルが常に向上を続け、戦闘機の爆弾搭載能力は前世代の重爆撃機のそれと同等にまで至った。これにより、単座航空機でも、また戦闘機と同じような戦術にも使え、高高度、低高度、標的への急降下、もしくは急激な機動の最中でも使用できる、新世代の大きく改善が施された爆撃照準器の要望が生まれた。トス爆撃の専門的な能力も開発され、航空機は自らが投下した核兵器の爆風半径から逃れられるようになった。この兵器はほどほどの精度が必要だったものの、当初は専用照準器が求められたほど、非常に異なる弾道を描くものだった。
電子機器が改良されるにつれて、これらのシステムは共に統合可能となり、また最後には他の兵器を照準するためのシステムを加えた。これらは操縦士によって直接操作でき、ヘッドアップディスプレイや機材パネルの画像表示装置（マルチファンクションディスプレイ）を介して情報を与える。爆撃照準器の定義は、飛翔中に誘導されるスマート爆弾によって曖昧になりつつあり、こうしたレーザー誘導爆弾やGPS誘導爆弾の投入は、重力に引かれる無誘導爆弾を置き換えている。